# 駐日英国大使
駐日本国英国大使（ちゅうにほんこく えいこくたいし）とは、日本に駐在するイギリス政府が派遣した特命全権大使。

## 概要
日本とイギリスは1854年10月14日（嘉永7年8月23日）、日英和親条約を締結し、さらに1858年7月18日（安政5年6月8日）、日英修好通商条約が江戸幕府とエルギン伯爵ジェイムズ・ブルースの間で調印されたことにより、正式に日英間の国交が結ばれた。この条約に基づき、1859年7月6日（安政6年6月7日）に高輪東禅寺（現在の東京都港区）にイギリス総領事館が設置され、初代総領事としてラザフォード・オールコックが着任した。この時のオールコックの肩書きは「全権」領事という変わったものであった。当時のイギリスでは、領事は在留イギリス国民の利益を保護する立場にはあるものの「外交官」ではないとされていたが、オールコックには法的には「全権」が与えられており、実質的には外交官としての役割が期待されていた。オールコックは後に公使に昇進するが、これは領事から公使へ昇進した最初の例であった。
また、19世紀の慣例では大使を交換するのは大国間に限られており、その他の国に派遣される外交官の主席は公使であった。日本が日露戦争に勝利した1905年（明治38年）、当時の駐日公使であったクロード・マクドナルドが大使に昇進したため、初代の駐日英国大使ということになる。
イギリスは東京都千代田区一番町に駐日英国大使館を設置しており、駐日英国大使は同所で執務する。なお、大阪府大阪市中央区には総領事館を設置している。加えて、福岡県北九州市小倉北区に名誉領事館がある。

## 歴代の公使・大使
| 代数                                                                                        | 着任年             | 氏名                                   | 氏名                                   | 階級 |
| 代数                                                                                        | 着任年             | 日本語                                 | 英語                                   | 階級 |
| ------------------------------------------------------------------------------------------- | ------------------ | -------------------------------------- | -------------------------------------- | --- |
| 1                                                                                           | 1859年（安政6年）  | サー・ラザフォード・オールコック       | Sir Rutherford Alcock                  | 全権領事 1862年（文久元-2年）から 全権公使 |
| 2                                                                                           | 1865年（慶応元年） | サー・ハリー・パークス                 | Sir Harry Smith Parkes                 | 全権公使 |
| 3                                                                                           | 1883年（明治16年） | サー・フランシス・プランケット         | sir Francis Richard Plunkett           | 全権公使 |
| 4                                                                                           | 1889年（明治22年） | ヒュー・フレイザー                     | Hugh Fraser                            | 全権公使 |
| 5                                                                                           | 1894年（明治27年） | パワー・ヘンリー・ル・プア・トレンチ   | Power Henry Le Poer Trench             | 全権公使 |
| 6                                                                                           | 1895年（明治28年） | サー・アーネスト・サトウ               | Sir Ernest Mason Satow                 | 全権公使 |
| 7                                                                                           | 1900年（明治33年） | サー・クロード・マクドナルド           | Sir Claude Maxwell MacDonald           | 全権公使 1905年（明治38年）より全権大使 |
| 8                                                                                           | 1912年（大正元年） | サー・ウィリアム・カニンガム・グリーン | Sir William Conyngham Greene           | 全権大使 |
| 9                                                                                           | 1919年（大正08年） | サー・チャールズ・エリオット           | Sir Charles Norton Edgecumbe Eliot     | 全権大使 |
| 10                                                                                          | 1926年（大正15年） | サー・ジョン・テイリー                 | Sir John Anthony Cecil Tilley          | 全権大使 |
| 11                                                                                          | 1931年（昭和06年） | サー・フランシス・リンドリー           | Sir Francis Oswald Lindley             | 全権大使 |
| 12                                                                                          | 1934年（昭和09年） | サー・ロバート・クライヴ               | Sir Robert Henry Clive                 | 全権大使 |
| 13                                                                                          | 1937年（昭和12年） | サー・ロバート・クレイギー             | Sir Robert Leslie Craigie              | 全権大使 |
| 1941年（昭和16年）12月8日、日英開戦・第二次世界大戦（太平洋戦争・大東亜戦争）により国交断絶 |                    |                                        |                                        | |
| 14                                                                                          | 1946年（昭和21年） | サー・アルヴァリ・ギャスコイン         | Sir Alvary Douglas Frederick Gascoigne | 英国渉外事務所首席 |
| 15                                                                                          | 1951年（昭和26年） | サー・エスラー・デニング               | Sir Esler Dening                       | 政治代表 1952年（昭和27年）4月28日～ サンフランシスコ講和条約発効による日英国交回復 1952年（昭和27年）5月6日～：全権大使 (Her Majesty's Ambassador Extraordinary and Plenipotentiary) |
| 16                                                                                          | 1957年（昭和32年） | サー・ダニエル・ラッセルズ             | Sir Daniel William Lascelles           | 全権大使 |
| 17                                                                                          | 1959年（昭和34年） | サー・オスカー・モーランド             | Sir Oscar Charles Morland              | 全権大使 |
| 18                                                                                          | 1963年（昭和38年） | サー・フランシス・ランドール           | Sir Francis Brian Anthony Rundall      | 全権大使 |
| 19                                                                                          | 1967年（昭和42年） | サー・ジョン・ピルチャー               | Sir John Arthur Pilcher                | 全権大使 |
| 20                                                                                          | 1972年（昭和47年） | サー・フレデリック・ワーナー           | Sir Frederick Warner                   | 全権大使 |
| 21                                                                                          | 1975年（昭和50年） | サー・マイケル・ウィルフォード         | Sir Michael Wilford                    | 全権大使 |
| 22                                                                                          | 1980年（昭和55年） | サー・ヒュー・コータッツィ             | Sir Arthur Henry Hugh Cortazzi         | 全権大使 |
| 23                                                                                          | 1984年（昭和59年） | サー・シドニー・ギファード             | Sir Sydney Giffard                     | 全権大使 |
| 24                                                                                          | 1986年（昭和61年） | サー・ジョン・ホワイトヘッド           | Sir John Whitehead                     | 全権大使 |
| 25                                                                                          | 1992年（平成04年） | サー・ジョン・ボイド                   | Sir John Boyd                          | 全権大使 |
| 26                                                                                          | 1996年（平成08年） | サー・ディヴィッド・ライト             | Sir David John Wright                  | 全権大使 |
| 27                                                                                          | 1999年（平成11年） | サー・スティーヴン・ゴマーサル         | Sir Stephen John Gomersall             | 全権大使 |
| 28                                                                                          | 2004年（平成16年） | サー・グレアム・フライ                 | Sir Graham Holbrook Fry                | 全権大使 |
| 29                                                                                          | 2008年（平成20年） | サー・デイヴィッド・ウォーレン         | Sir David Warren                       | 全権大使 |
| 30                                                                                          | 2012年（平成24年） | ティモシー・ヒッチンズ                 | Tim Hitchens                           | 全権大使 |
| 31                                                                                          | 2017年（平成29年） | ポール・マデン                         | Paul Damian Madden CMG FRGS            | 全権大使 |
| 32                                                                                          | 2021年（令和03年） | ジュリア・ロングボトム                 | Julia Longbottom CMG                   | 全権大使 |